# Skool Daze
Skool Daze — компьютерная игра для ZX Spectrum, выпущенная Microsphere в 1985 году. Создатель игры программист Дэйв Рейди и его жена Хелен (учительница по профессии) составляли весь штат компании Microsphere. Для работы над игрой Рейди пригласил профессионального художника Кейта Уоррингтона.

## Сюжет
Главный герой игры — Эрик, ученик обычной британской школы. Эрик не отличается примерным поведением, и его задача — выкрасть из школьного сейфа свою характеристику, которая может быть показана его родителям. Сделать это не так просто, ведь параллельно с осуществлением своего замысла Эрик должен продолжать учёбу, посещая школьные уроки.

## Игровой процесс
Характеристика Эрика хранится в надёжно запертом сейфе, открывающемся паролем из четырёх букв. Каждый преподаватель знает одну букву. Для получения пароля необходимо прежде всего заставить мигать все декоративные гербовые щиты, развешанные по школе. Щит начинает мигать после того, как в него попасть из рогатки или подпрыгнуть и дотронуться до него. Иногда в активации щита может помочь рикошет снаряда рогатки от головы учителя, предварительно сбитого с ног ещё одним снарядом.
Когда будут активированы все щиты, каждый сбитый с ног учитель, вероятно, загипнотизированный зрелищем мерцающих щитов, будет выдавать известную ему букву кода. Исключением является мистер Крик. Его буква была введена ему в память под гипнозом, и он не вспомнит её до тех пор, пока не увидит написанный на доске год своего рождения. Так как мистер Крик очень стар, год его рождения совпадает с годом одного из великих сражений, упоминающихся на уроках истории.
Получив все буквы пароля, Эрик должен записать их на доске, после чего сейф открывается, и Эрик автоматически получает свою характеристику. Однако теперь ему необходимо погасить все мерцающие щиты, чтобы скрыть следы своего деяния.
Для достижения своей цели Эрик имеет ряд возможностей:
- стрелять из рогатки
- бить кулаком
- прыгать
- писать на доске
- садиться (за парту, хотя можно и на пол, что не поощряется учителями)
- бегать

## Действующие лица

### Ученики
- Эрик (Eric) — главный герой.
- Энджелфейс (Angelface)[2] — школьный задира. Готов по поводу и без повода поколотить любого товарища.
- Бой Уондер (Boy Wonder) — ещё один беспокойный ученик, любящий стрелять из рогатки (в том числе по учителям) и записывать на доске свои мысли, демонстрируя проблемы с орфографией.
- Эйнштейн (Einstein) — отличник-всезнайка. На уроках отвечает на любые вопросы учителей, кроме того, сообщает им о любых замеченных провинностях других учеников.

### Учителя
- Мистер Уокер (Mr. Wacker) — директор школы, по совместительству учитель физики. Отличается суровым нравом и не любит детей.
- Мистер Крик (Mr. Creek) — учитель истории.
- Мистер Роккитт (Mr. Rockitt) — учитель наук (математика и химия).
- Мистер Визит (Mr. Withit) — учитель географии.

Все главные персонажи внешне отличаются друг от друга. Кроме них, существуют 11 простых учеников, выглядящих одинаково и не играющих почти никакой роли. Изредка один из них может предупредить Эрика о провокациях против него со стороны Энджелфейса, Бой Уондера и Эйнштейна. Учеников можно сбивать с ног ударом кулака и становиться на них, чтобы допрыгнуть до щита. Попасть в них из рогатки невозможно. Ученики не представляют почти никакой опасности, за исключением тех случаев, когда двигаются толпой (обычно после обеденного перерыва), сметая всё на своём пути.

## Школа

### Школьные нравы
Мистер Уокер установил в школе строгую дисциплину, нарушать которую отваживаются лишь Эрик, Энджелфейс и Бой Уондер. Согласно школьным правилам, запрещается:
- стрелять из рогатки
- драться
- писать на доске во время перемены (фактически, писать на доске умеют лишь учителя, Эрик и Бой Уондер)
- прогуливать уроки
- сидеть на полу или на лестнице
- заходить в учительскую или директорскую

Наказание за нарушение правил происходит лишь в том случае, если провинность была замечена находящимся поблизости учителем. Эрик получает задание написать от 100 до 800 (число выбирается случайным образом) строчек (lines). Домашнее задание постепенно накапливается; когда его размер достигает 10 000 строчек, мистер Уокер находит Эрика и отправляет его домой выполнять задание, что является концом игры. Другие главные персонажи-ученики также могут получать наказания в виде строчек, что иногда приводит к неожиданным последствиям. Например, если Эрик сбил учителя с ног выстрелом из рогатки, но рядом с учителем находился другой ученик, то наказание получает именно он, а не Эрик. Этот эффект может иметь и обратные последствия, когда Эрик оказывается подставлен своими товарищами. Простые ученики никогда не наказываются.
Эйнштейн обычно жалуется преподавателям, если его кто-то сбил с ног. Учитель может поверить Эйнштейну и наказать виновника, или не поверить, и тогда за ложь будет наказан сам Эйнштейн.

### Классы и уроки
В школе имеются три этажа. В ней есть четыре класса, учительская, директорская, столовая, спортзал (никак не используется), библиотека, терраса для прогулок. По неизвестной причине в школе нет туалета.
Учебный процесс состоит из уроков и перемен. Во время урока Эрик должен находиться в нужном классе и сидеть за партой (можно попытаться прогулять урок, что довольно рискованно). На переменах можно ходить по всей школе, за исключением комнат преподавателей. В определённый момент Эрик должен находиться в библиотеке, а во время обеда — в столовой на первом этаже школы, где собираются все ученики.
За каждым из преподавателей закреплён его класс. Мистер Визит обычно преподаёт в классе с географической картой, мистер Крик — в читальной комнате, мистер Уокер — в экзаменационном классе, мистер Роккитт — в Белой комнате. В двух классах (читальной комнате и классе с картой) может возникать проблема с нехваткой мест. В таком случае Эрику остаётся вытолкнуть из-за парты кого-либо из товарищей и надеяться, что с ним не поступят аналогично, иначе он окажется на полу и сразу будет наказан.

## Продолжение
Продолжением Skool Daze стала игра Back to Skool, выпущенная в 1986 году. В ней был заметно расширен сюжет и изменено школьное здание. В 1999 году появилась неофициальная переделка оригинальной игры под названием Klass of 99 для PC. В ней расширено школьное здание, увеличено количество учителей, развит сюжет, введены современная графика, погодные эффекты и музыкальное сопровождение — и всё это при сохранении духа Skool Daze.
В целом Skool Daze получила положительные отзывы критиков и считается одной из наиболее оригинальных игр для платформы ZX Spectrum. В Великобритании было продано 50 тысяч экземпляров игры; по оценке Дэйва Рейди, с них было сделано ещё 350 тысяч копий. Игровой мир Skool Daze, пусть и очень небольшой по размерам, живёт своей собственной жизнью, и игрок занимает в ней далеко не главное место. Образы игровых персонажей очень типичны, игроку даже предоставлена возможность переименовать учителей и учеников по своему желанию. Кроме того, можно полностью сконцентрироваться на игровом процессе, не обращая внимания на главную цель. Эти черты Skool Daze ставят её в один ряд с такими нетипичными и заметными компьютерными играми середины 1980-х годов, как The Great Escape и Elite.